# Et j'aime à la fureur
Pour plus de détails, voir Fiche technique et Distribution.
Et j'aime à la fureur est un film documentaire autobiographique français réalisé par André Bonzel, sorti en 2021.
Le film est présenté lors du festival de Cannes 2021 dans la sélection Cannes Classics. Il sort ensuite en salles en 2022.

## Fiche technique
Sauf indication contraire, les informations mentionnées dans cette section peuvent être confirmées par les bases de données cinématographiques IMDb et Allociné,  présentes dans la section « Liens externes ».
- Réalisation et scénario : André Bonzel
- Musique : Benjamin Biolay[2]
- Montage : Svetlana Vaynblat, Thomas Marchand et André Bonzel
- Production : André Bonzel, Estelle Fialon, Yaël Fogiel, Laetitia Gonzalez et Juraj Krasnohorsky
  - Production associée : Anna S. Bonzel
- Société de production : Les Films du poisson, Les Artistes Asociaux Productions
- Société de distribution : L’Atelier Distribution
- Pays de production :  France
- Langue originale : français
- Genre : documentaire
- Durée : 97 minutes
- Dates de sortie :
  - France : 8 juillet 2021 (Festival de Cannes) ; 16 décembre 2021 (Les Arcs Film Festival) ; 20 avril 2022 (sortie nationale)

## Distribution
- André Bonzel : narrateur / lui-même

Personnes apparaissant dans des images d'archives :
- Rémy Belvaux
- Benoît Poelvoorde
- Anna S. Bonzel (épouse d'André Bonzel)
- Famille d'André Bonzel :
  - Tante Lucette, ancienne danseuse et strip-teaseuse qui a légué un cahier de souvenirs à A. Bonzel[3]
  - Maurice Expedit, industriel, réalisateur des Arroseuses arrosées, parodie érotique de L'Arroseur arrosé[3]
  - Les fils de Maurice, Henri et Stéphane (ce dernier devenu artiste de cirque aux États-Unis)
  - Raymond Expedit-Bonzel, grand-père d'A. Bonzel, auteur d'un documentaire de 3 heures intitulé Le Tréfilage de l’acier aux USA[3]
  - Octave, son oncle qui a tourné sur les films de Marcel Pagnol[3]
  - Gaston, un autre oncle qui passe son temps libre à filmer des femmes dans la rue[3]
- Henri Alekan (interview enregistrée durant les études d'A. Bonzel en Belgique)
- Buster Keaton (extraits du film Le Mécano de la « General »)

## Production

### Conception
André Bonzel utilise des films de famille, les siens et ceux d'anonymes, sur lesquels il raconte en voix off un récit autobiographique à la première personne,.
Il s’appuie sur des films d'amateurs qu’il collectionne depuis l’enfance et des extraits des films qu'il a tournés. Avec un ensemble d'images d'archives familiales dont il a hérité, il recompose ses souvenirs — l’histoire de sa famille et son propre parcours —, de ses premiers films avec Rémy Belvaux et Benoît Poelvoorde jusqu'à sa rencontre avec celle qui va devenir sa femme,.
Le titre du film est emprunté au poème de Charles Baudelaire, Les Bijoux : « et j’aime à la fureur / Les choses où le son se mêle à la lumière » et « fait écho à la fureur de toute une famille habitée par la passion des images animées. » Dans sa narration, André Bonzel revient à plusieurs reprises sur Maurice Expédit, son arrière-grand-père, industriel du Nord fortuné, aux nombreuses maîtresses et enfants, passionné par le cinéma,.
La musique du film est composée par Benjamin Biolay.

### Extraits de film
- Tournage de Pas de C4 pour Daniel Daniel
- Tournage de C'est arrivé près de chez vous
- Buster Keaton dans Le Mécano de la « General »
- L'État des choses de Wim Wenders

### Lieux montrés
- Ambleteuse, sur la côte d'Opale, où André Bonzel passe ses vacances, et Wimereux
- Cannes, durant le Festival, où est présenté C'est arrivé près de chez vous